# Lleó de Judà (Subirachs)
El lleó de Judà és una escultura de pedra ideada per l'artista català Josep Maria Subirachs, juntament amb la resta de la façana de la passió. L'escultura fou emplaçada l'any 2015 i retirada poc després.

## Controvèrsia
L'escultura representava el lleó de Judà, un dels elements del conjunt escultòric que, segons les indicacions deixades per Gaudí, hauria de ser present al frontó de la façana de la Passió del Temple expiatori de la Sagrada Família de Barcelona. L'escultura, però, va ser qualificada d'infantil i vergonyosa i fins i tot, hom la va relacionar amb el Rei Lleó, el personatge de la pel·lícula de Walt Disney Feature Animation. L'obra va ocupar el seu lloc en el cimaci del nàrtex exterior del temple durant unes setmanes, però les crítiques van volar i van ser tan demolidores que finalment l'estàtua es va retirar.

## Antecedents
Justament, el 2015 es complien 25 anys de la manifestació que un grup d'intel·lectuals va organitzar davant la Sagrada Família en contra del conjunt escultòric que Josep Maria Subirachs començava a instal·lar aleshores a la façana de la Passió. En aquella època existia un cert descontentament popular en relació al desenvolupament de les obres de la Sagrada Família i particularment contra les escultures que Subirachs estava emplaçant. Rellevants artistes i intel·lectuals van expressar públicament la seva oposició. Alguns d'ells van considerar que el conjunt escultòric era un «càstig» (Xavier Rubert de Ventós) o quelcom «demoníac» (Oriol Bohigas)... L'equip de la revista cultural Àrtics, va qualificar l'obra d'«horrible».
Amb tot, la revista Àrtics va organitzar una campanya de protesta y va convocar un acte públic de repulsa davant el temple. La convocatòria, que va començar com un divertiment, va acabar reunint unes 500 persones segons dades de la Guàrdia Urbana. Els participants van estar proferint crits i insults durant aproximadament una hora. Els artistes Jordi Benito i Joan Brossa van ser els primers a llançar les seves frases d'oprobi. Subirachs va treure el cap un parell de vegades a la reixa de la seva casa-taller. Segons Luis María Anson, que aleshores dirigia el diari ABC: «El acto, sin ningún atractivo que reforzara la presunta gracia de las frases proferidas, acabó con la procesión en silencio, cirio en mano, alrededor del templo de Gaudí, de parte de los asistentes, justo cuando algunos otros ya habían empezado a irse a sus casas aburridos».

## L'escultura definitiva
El 2017 es va instal·lar una nova escultura del lleó de Judà realitzada per l'artista Lau Feliu.